# Нельсон, Джерри
Эта статья — о кукловоде. Об астрономе см. Нельсон, Джерри (астроном).
Дже́рри Не́льсон (англ. Jerry Nelson; 10 июля 1934, Талса — 23 августа 2012, Кейп-Код, Массачусетс) — американский кукловод, актёр озвучивания, певец и музыкант. Наиболее известен работами в теле-проектах «Маппет-шоу», «Улица Сезам» и «Скала Фрэгглов». «Рука и голос» маппета Граф фон Знак с 1972 по 2012 год.

## Биография
Джерри Л. Нельсон родился 10 июля 1934 года в городе Талса (штат Оклахома, США). Заинтересовался кукловодством с 12 лет, когда увидел свою первую марионетку в гостях у бабушки и дедушки. Три года спустя семья Нельсонов купила телевизор, и самыми любимыми программами подростка стали кукольные представления. В начале 1960-х годов служил в армии.
С 1970 года вступил в команду кукловодов телепроекта «Улица Сезам», и успешно играл многочисленных маппетов до конца жизни. Основной куклой Нельсона стал вампир Граф фон Знак, которого он играл и озвучивал сорок лет, с 1972 по 2012 год. Из других заметных ролей актёра можно отметить кукол Мистер Снаффлпагус (1971—1978), Монстр Херри (1970—2003), Мистер Джонсон (1972—2012), Шерлок Хемлок (ок. 1970 — 2012) и других. В «Маппет-шоу» Нельсон играл таких персонажей как Сержант Флойд Пеппер, Доктор Джулиус Стренджпорк, Лью Зиланд, Лягушонок Робин, Цыпочка Камилла, Безумный Гарри, Дядюшка Мертвец и ряд других второстепенных. Как правило, эти куклы были певцами-музыкантами, так как Нельсон сам исполнял песни своих персонажей.
В 2009 году выпустил инди-альбом Truro Daydreams, посвящённый родному городку, где Нельсон жил последние десятилетия.
В 2004 году Джерри Нельсон сообщил общественности, что болен раком предстательной железы и хронической обструктивной болезнью лёгких, поэтому отныне его работа в «Улице Сезам» значительно сократится. С 2006 года актёр постоянно ходил с ёмкостью, в которой был кислород, необходимый ему для полноценного дыхания, но несмотря на это он продолжал озвучивать персонажей «Улицы Сезам». От комплекса этих болезней актёр скончался 23 августа 2012 года в своём доме в городке Труро на полуострове Кейп-Код в штате Массачусетс. Фильм «Маппеты 2», вышедший на экраны в 2014 году, имеет посвящение Джерри Нельсону и Джейн Хенсон (1934—2013).

### Личная жизнь
В 1960 году Джерри Нельсон женился на девушке по имени Жаклин Мур Гордон. От этого брака родилась дочь, которую назвали Кристин (1961—1982). Она сыграла единственную роль в кино, причём вместе с отцом: исполнила эпизодическую роль девушки в парке в ленте «Большое кукольное путешествие». Кристин ещё в детстве поставили диагноз муковисцидоз, и она умерла от этой болезни в возрасте 21 года, несмотря на то, что работодатель её отца, Джим Хенсон, увеличил страховые выплаты на лечение Джерри Нельсону, чтобы тот мог чаще водить свою дочь в больницу. Вскоре после смерти дочери Джерри и Жаклин развелись.

16 июля 1984 года 50-летний актёр женился второй раз. Его избранницей стала женщина по имени Джен. Они прожили вместе 28 лет до самой смерти Нельсона; детей от этого брака не было.

## Награды и номинации
С полным списком кинематографических наград и номинаций Джерри Нельсона можно ознакомиться на сайте IMDb.
- 1977[англ.] — Прайм-таймовая премия «Эмми» в категории «Лучшая комедия-варьете или музыкальный сериал» за роль в передаче «Маппет-шоу» — номинация.
- 1978[англ.] — Прайм-таймовая премия «Эмми» в категории «Лучшая комедия-варьете или музыкальный сериал» за роль в передаче «Маппет-шоу» — победа.
- 1979[англ.] — Прайм-таймовая премия «Эмми» в категории «Лучшая комедия-варьете или музыкальный сериал» за роль в передаче «Маппет-шоу» — номинация.
- 1980[англ.] — Прайм-таймовая премия «Эмми» в категории «Лучшая варьете- или музыкальная программа» за роль в передаче «Маппет-шоу» — номинация.
- 1981[англ.] — Прайм-таймовая премия «Эмми» в категории «Лучшая варьете-, музыкальная или комедийная программа» за роль в передаче «Маппет-шоу» — номинация.

- 1974[англ.] — Дневная премия «Эмми» в категории «Лучшее индивидуальное достижение в детской программе» за роль в программе «Улица Сезам» — победа.
- 1976[англ.] — Дневная премия «Эмми» в категории «Лучшая детская программа» за роль в программе «Улица Сезам» — победа.
- 1979[англ.] — Дневная премия «Эмми» в категории «Лучшее индивидуальное достижение в детской программе» за роль в программе «Улица Сезам» — победа.
- 1993[англ.] — Дневная премия «Эмми» в категории «Лучшее выступление в детском сериале» за роль в программе «Улица Сезам» — номинация.

- 1976 — «Грэмми» в категории «Лучшая звукозапись для детей» в передаче «Улица Сезам» — номинация.
- 1979 — «Грэмми» в категории «Лучшая звукозапись для детей» в передаче «Маппет-шоу» — победа.
- 1980 — «Грэмми» в категории «Лучшая звукозапись для детей» в передаче «Маппет-шоу» — победа.

## Избранная фильмография

### «Улица Сезам»
- 1970—1983, 1985—2002, 2004—2013 — Улица Сезам / Sesame Street — Двухголовый Монстр[англ.] / Граф фон Знак / Мистер Джонсон[англ.] / прочие маппеты[англ.] (в 292 выпусках). А также спецвыпуски и спецпроекты:
  - 1969 — Эй, Золушка![англ.] / Hey, Cinderella! — Фитерстоун / сводная сестра
  - 1970 — Великая смена Санты[англ.] / The Great Santa Claus Switch — Тог / Зиппити / Снивелли
  - 1974 — Маппет-шоу на День Святого Валентина[англ.] / The Muppets Valentine Show — Друп / Лягушка / Мисс Мышь / второстепенные маппеты
  - 1975 — Маппет-шоу: Секс и насилие[англ.] / The Muppet Show: Sex and Violence — Сержант Флойд Пеппер / Томас Джефферсон / танцоры / второстепенные маппеты
  - 1976—1981 — Маппет-шоу / The Muppet Show — Флойд Пеппер / диктор / Доктор Джулиус Стренджпорк / прочие маппеты (в 112 выпусках)
  - 1978 — Канун Рождества на Улице Сезам[англ.] / Christmas Eve on Sesame Street — Снаффи / Граф
  - 1979 — Маппеты / The Muppet Movie — Флойд Пепер / Безумный Гарри / Лягушонок Робин / прочие маппеты
  - 1979 — Джон Денвер и маппеты: Рождество вместе[англ.] / John Denver and the Muppets: A Christmas Together — Камилла / Лью Зиланд / Лягушонок Робин / прочие маппеты
  - 1981 — Большое кукольное путешествие / The Great Muppet Caper — Флойд Пеппер / Попс / Лью Зиланд / прочие маппеты
  - 1983 — Большая Птица в Китае[англ.] / Big Bird in China — Двухголовый Монстр
  - 1983 — Картины не кушать![англ.] / Don't Eat the Pictures — Граф
  - 1983—1987 — Скала Фрэгглов / Fraggle Rock — Гобо Фрэгл / Папаша Горг / Марджори Мусорная Куча / прочие маппеты (в 95 выпусках)
  - 1984 — Маппеты на Манхэттене[англ.] / The Muppets Take Manhattan — Камилла / Лью Зиланд / Флойд / прочие маппеты
  - 1985 — Улица Сезам представляет: Иди за той птицей / Sesame Street Presents Follow That Bird — Граф фон Знак / Монстр Херри
  - 1986 — Маппеты: 30-я годовщина[англ.] / The Muppets: A Celebration of 30 Years — Камилла / Граф фон Знак / Безумный Гарри / прочие маппеты
  - 1986 — Рождественская игрушка[англ.] / The Christmas Toy — Балтазар
  - 1987 — Семейное Рождество маппетов[англ.] / A Muppet Family Christmas — Медведица «Мамаша» Эмили / Лягушонок Робин / Сержант Флойд Пеппер / прочие маппеты
  - 1989—1990 — Час Джима Хенсона[англ.] / The Jim Henson Hour — Борода / Этажерка / Бубба / прочие маппеты (в 8 выпусках)
  - 1991, 16 мая — н. в. — Muppet*Vision 3D[англ.] — Камилла (короткометражный 3D-фильм в парке развлечений Disney's Hollywood Studios[англ.])
  - 1992 — Рождественская сказка маппетов[англ.] / The Muppet Christmas Carol — Крошечный Тим Крэтчит[англ.] / Джейкоб Марли[англ.] / Призрак Нынешнего Рождества[англ.] / прочие персонажи
  - 1994 — Классический театр маппетов[англ.] / Muppet Classic Theater — Лягушонок Робин / Большой Плохой Волк / Королевский Советник / прочие маппеты
  - 1996 — Остров сокровищ маппетов / Muppet Treasure Island — Стэтлер / Слепой Пью / Безумный Монти / прочие маппеты
  - 1996 — Элмо спасает Рождество[англ.] / Elmo Saves Christmas — Граф фон Знак / Мистер Джонсон / диктор новостей
  - 1996—1998 — Маппеты сегодня вечером[англ.] / Muppets Tonight — Стэтлер / Мама Фиама / Президент / прочие маппеты (в 22 выпусках)
  - 1999 — Маппет-шоу из космоса / Muppets from Space — Робин / Стэтлер / Убергонзо
  - 1999 — Приключения Элмо[англ.] / The Adventures of Elmo in Grouchland — Граф / Пести / Мэр-Ворчун / прочие маппеты
  - 1999 — Улица Сезам: Золушка Элмо[англ.] / CinderElmo — Граф фон Знак / Мистер Джонсон
  - 2002 — Лягушонок Кермит: Годы в болоте[англ.] / Kermit's Swamp Years — Стэтлер
  - 2002 — Очень маппетовское рождественское кино[англ.] / It's a Very Merry Muppet Christmas Movie — Лягушонок Робин / Стэтлер / диктор / прочие маппеты
  - 2007 — Рождество Элмо: Обратный отсчёт[англ.] / Elmo's Christmas Countdown — Граф фон Знак
  - 2008 — Эбби в Стране чудес[англ.] / Abby in Wonderland — Граф фон Знак (столб-счётчик)
  - 2008 — Студия DC: Почти прямой эфир[англ.] / Studio DC: Almost Live — Сержант Флойд Пеппер (в эпизоде The Second Show)
  - 2011 — Маппеты / The Muppets — ведущий телемарафона (в титрах не указан)

### Прочие работы
- 1975—1976 — Субботним вечером в прямом эфире / Saturday Night Live — Скред (в 16 выпусках)
- 1982 — Тёмный кристалл / The Dark Crystal — Главный Священник / умирающий император
- 1990 — Диснейленд[англ.] / Disneyland — Камилла / Мамаша Медведица / Флойд / прочие маппеты (в эпизоде The Muppets at Walt Disney World)
- 1996, 2000, 2002 — Подсказки Бульки / Blue's Clues — кукловод (в 3 эпизодах)
- 2000 — Muppet RaceMania[англ.] — Флойд Пеппер / Лягушонок Робин / Стэтлер / прочие персонажи (комп. игра)[10]
- 2000 — Muppet Monster Adventure[англ.] — Лягушонок Робин / Монстр Херри / Фрэззл / прочие персонажи (комп. игра)
- 2002 — Баран в большом городе[англ.] / Sheep in the Big City — гул толпы (в эпизоде Daddy Shearest)